# Saló Internacional del Còmic de Barcelona de 2005
El 23è Saló Internacional del Còmic de Barcelona es va celebrar a la Fira de Barcelona entre el dijous 9 i el diumenge 12 de juny de 2005.

## Cronologia

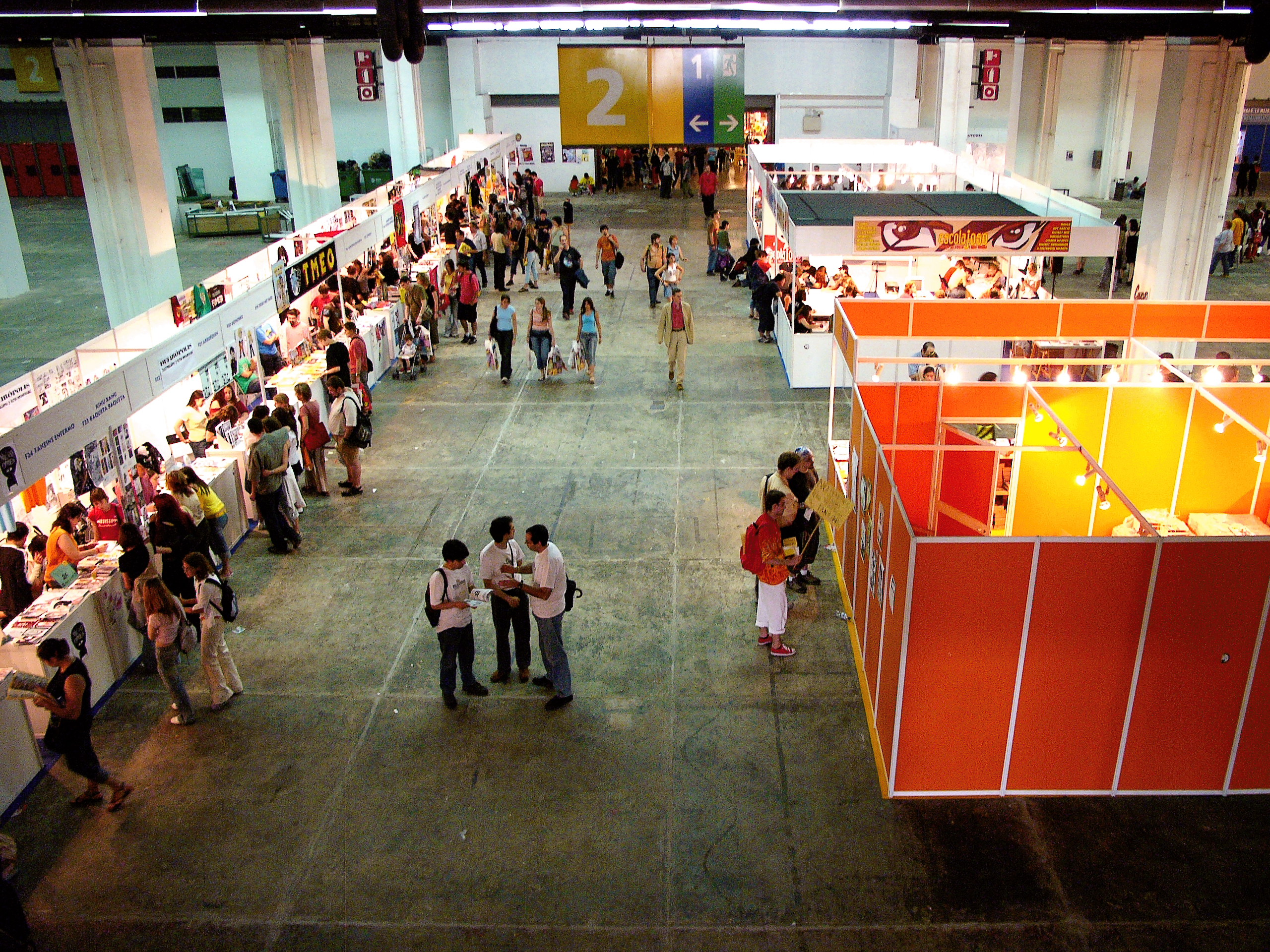
La zona dels fanzines, dissabte 11

Després d'haver-se celebrat durant onze edicions seguides a l'Estació de França (de 1994 a 2004), la present edició del Saló va canviar d'ubicació, fet que li va permetre assolir un rècord de superfície de 13.000 m², 5.000 m² més que en l'edició anterior. Aquest espai addicional es va destinar a exposicions, a noves àrees d'activitats en les quals va destacar una sala de projeccions amb capacitat per a tres-centes persones i, finalment, als estands, el nombre dels quals va superar els cent trenta-cinc. Els demes espais foren els constituïts per la tradicional àrea comercial, l'àrea dedicada als fanzines, una sala d'actes per conferències, taules rodones i trobades entre autors i públic, un espai infantil, una comicteca i un taller de còmic i aerografia en el qual diversos autors invitats van impartir classes.
Una altra novetat foren les dates del Saló, el qual no es va celebrar fins a principis de juny, contràriament al calendari habitual del Saló, que s'havia celebrat gairebé sempre a principis de maig. Aquest canvi de dates for el responsable de la lleugera pèrdua de públic respecte a l'edició anterior, segons justificava la directora Pilar Gutiérrez. El Saló va tancar les portes amb 90.000 visitants, 2.000 menys que el 2004.
Fou la setena i darrera edició del Saló amb Pilar Gutiérrez com a directora, que ostentava el càrrec des de l'edició de 1999. A partir de 2006 fou Carles Santamaría qui prendria el relleu a Gutiérrez. Santamaría recuperaria així el càrrec de director, després de ja haver dirigit el Saló entre 1995 i 1996.

## Cartell
L'autor del cartell promocional de la 23a edició del Saló fou Manel Fontdevila, que en l'edidició precendent havia guanyat el Premi a la Millor obra amb el còmcic Mantecatos. El cartell mostra una multitud de persones apretades en un vagó de metro. Entre el públic, dibuixant en blanc i negre, destaquen Goliath (personatge de El Capitán Trueno) i una altra superheroïna de còmic, ambdós en color.

## Exposicions
Per primer cop, el Saló va dedicar una exposició al Millor fanzine. El motiu fou el 10è aniversari del fanzine Cretino, guanyador de l'edició de 2004 i habitual nominat en les darreres edicions del Saló. Al llarg de la seva existència, havien passat pel fanzine destacats autors com Mauro Entrialgo, Luis Durán, Álvarez Rabo, Juan Berrio o Juanjo el Rápido.

### Exposició central
- El Quixot. Exposició dedicada a El Quixot, presentada per la Junta de Castilla-La Mancha.

### Exposicions dels guanyadors del Saló del Còmic de 2004
- Imaginari. Exposició dedicada a l'obra més recent d'Horacio Altuna, Gran Premi del Saló de 2004.[3]

- Reflexions d'un marcià. Exposició dedicada a l'obra de Manel Fontdevila, guanyador del Premi a la Millor Obra de 2004.[3]

- Vinyetes quotidianes. Exposició dedicada a l'obra de Fermín Solís en les seves vessants d'historietista i il·lustrador. Fermín Solís, havia sigut proclamat Autor Revelació de 2004.[3]

- Cretino. Exposició dedicada al Millor fanzine de 2004. A més, Cretino celebrava enguany el seu 10è aniversari.

## Covidats
Invitats destacats foren Ralf König, Gilbert Shelton, Manu Larcenet, Jason Lutes, Thomas Ott, Bernie Wrightson, Achdé, André Julliard, Ed Brubaker, Zep i diversos dibuixants de superherois de Marvel i DC Comics. Pel que fa als dibuixants locals i estatals, Ficomic en va anunciar la presència d'una vintena, entre els quals l'extremeny Fermín Solís: els àlbums més venuts foren Mortadelo de la Mancha i Prohibido fumar de Francisco Ibáñez (Ediciones B); Arte de am@r d'Antonio Fraguas de Pablo i La parejita de Manel Fontdevila (El Jueves); l'antologia del personatge de Purita Campos, Gina, i El fotógrafo d'Emmanuel Guibert i Didier Lefèvre (Glénat); Roy & Al de Ralf König Rubia de verano d'Adrian Tomine.

## Projeccions
Una altra novetat d'enguany va ser el funcionament ininterromput de la sala de projeccions durant tot el Saló, amb la projecció continuada de curts, llargmetratges i programes relacionats amb el còmic, com un especial d'una hora del Kpow! de la Xarxa de Televisions Locals.

## Palmarès
L'editorial basca Astiberri va destacar en aquesta edició per acumular 11 nominacions del total de 25 que competien en les diferents categories dels premis concedits pel Saló. Especialment en les categories de Millor Obra Estrangera i Autor Revelació, la presència d'Astiberri fou aclaparadora i sumava 3 del total de 5 nominacions, respectivament. Amb totes aquestes nominacions Astiberri aspirava a obtenir 5 dels 6 premis competitius concedits pel Saló. Finalment, Astiberri només es va imposar en la categoria d'Autor Revelació, concedit a Raquel Alzate.

### Gran Premi del Saló
Premi dotat amb 6.000 EUR.
- Carlos Giménez[8]

### Millor obra
Premi dotat amb 3.000 EUR.
| Títol                    | Autor                      | Editorial          |
| ------------------------ | -------------------------- | ------------------ |
| La mansión de los Pampín | Miguelanxo Prado           | Norma              |
| El vecino                | Santiago García Pepo Pérez | Astiberri          |
| Extramuros               | Santiago Valenzuela        | Edicions de Ponent |
| Juana de Arco            | Andrés G. Leiva            | Sinsentido         |
| Plexiglás                | Jali                       | Astiberri          |

### Autor revelació
| Títol            | Autor        | Editorial |
| ---------------- | ------------ | --------- |
| Raquel Alzate    | Cruz del Sur | Astiberri |
| Enrique V. Vegas |              |           |
| Jali             | Plexiglás    | Astiberri |
| Kenny Ruiz       |              |           |
| Pepo Pérez       | El vecino    | Astiberri |

### Millor obra estrangera
Premi sense dotació econòmica.
El premi fou recollit per Jaime Rodríguez, editor de Planeta DeAgostini.
| Títol                                        | Títol original                            | Autor            | Editorial          | País         |
| Jimmy Corrigan, el chico más listo del mundo | Jimmy Corrigan, the Smartest Kid on Earth | Chris Ware       | Planeta DeAgostini | Estats Units |
| Blankets                                     | Blankets                                  | Craig Thompson   | Astiberri          | Estats Units |
| El viaje                                     | Le Voyage                                 | Edmond Baudoin   | Astiberri          | França       |
| Los combates cotidianos                      | Le Combat ordinaire                       | Manu Larcenet    | Norma              | França       |
| Píldoras azules                              | Pilules bleues                            | Frederik Peeters | Astiberri          | Suïssa       |

### Millor fanzine
| Títol           |
| --------------- |
| BD Banda        |
| Arruequen       |
| Fanzine Enfermo |
| Malavida        |
| ¡Qué suerte!    |

### Millor guió
Premi dotat amb 3.000 EUR.
| Títol                | Autor               | Editorial          |
| -------------------- | ------------------- | ------------------ |
| A mansión dos Pampín | Miguelanxo Prado    | Norma              |
| De ballenas y pulgas | Fermín Solís        | Ariadna            |
| El vecino            | Santiago García     | Astiberri          |
| Extramuros           | Santiago Valenzuela | Edicions de Ponent |
| Los profesionales    | Carlos Giménez      | Glénat             |

### Millor revista de/o sobre còmic
| Títol    | Editorial |
| -------- | --------- |
| Mister K |           |
| TOS      | Astiberri |
| Trama    | Astiberri |

### Premis del públic
| Categoria              | Títol     | Autor          | Editorial |
| ---------------------- | --------- | -------------- | --------- |
| Millor obra            | Barcelona | Kenny Ruiz     | Dolmen    |
| Millor guió            | Barcelona | Kenny Ruiz     | Dolmen    |
| Millor obra estrangera | Blankets  | Craig Thompson | Astiberri |
| Autor revelació        | Barcelona | Kenny Ruiz     | Dolmen    |
| Millor revista         | Trama     | diversos       | Astiberri |